# 混合物
在化学中，混合物（mixture）是由两种至多種不同的纯净物（单质或化合物）沒有經化學合成而混合成的体系，例如溶液、胶体、浊液等。混合物无法用化学式表达。混合物是将元素和化合物等化学物质机械掺和或混合的产物，没有化学键合或其他化学变化，使每种成分物质保留其自身的化学性质和组成。尽管其成分没有发生化学变化，但某些混合物的物理性质（例如熔点）可能会发生改变。一些混合物可以通过使用物理手段分离。

## 特性
混合物因為是由多種純物質經由物理方式所合成，因此其性質雖不固定，但會保有原純物質的特性。不過，某些混合物經過加熱後可形成化合物，其原本特性也會消失，例如硫(S)和鐵(Fe)混合物加熱，會生成硫化亞鐵，原本可被磁鐵吸引的鐵形成化合物後不會被吸引。
混合物的分离会用到不同的方法，但所有的混合物都可以进行分离，常用的包括过滤、蒸馏、分馏、加热、萃取、重结晶等。

## 均相(勻)及非均相(勻)混合物
混合物可以分成均相及非均相兩種。均相混合物是指其組成物質均勻分佈，沒有明顯界面，例如盐水。而非均相混合物的混合後呈現不同狀態，有明顯界面，例如砂和水的混合物或是油和水的混合液，其中的成分可以很容易地辨別出來。。
一些固体物质，例如盐和糖溶解在水中形成一种特殊类型的均匀混合物，称为溶液，其中存在溶质（溶解的物质）和溶剂（溶解介质），空气也是溶液的一个例子。
均匀混合物的特征是其组成物质均匀分散； 这些物质在混合物中各处都以相同的比例存在。 换句话说，无论从混合物的哪个位置取样，均质混合物都是相同的 （就比如说一杯盐水所有位置都是一样咸的）。

## 例子
下面的表格列出了三种混合物的例子
| 分散劑、分散介质（混合相） | 分散质（分散相） | 真溶液                                       | 膠體分散系                             | 悬浊液（粗分散系）                                             |
| -------------------------- | ---------------- | -------------------------------------------- | -------------------------------------- | -------------------------------------------------------------- |
| 氣體                       | 氣體             | 氣體混合物：空氣（氮气中混合氧气和其他氣體） | 无                                     | 无                                                             |
| 氣體                       | 液體             | 无                                           | 液體微粒气溶胶: 霧、薄霧、蒸氣、噴髮膠 | 喷雾                                                           |
| 氣體                       | 固體             | 无                                           | 固體微粒气溶胶: 煙、雲、懸浮粒子       | 灰塵                                                           |
| 液體                       | 氣體             | 溶液：氧气溶于水                             | 液體泡沫：奶油、剃须膏                 | 海浪泡沫、啤酒泡沫                                             |
| 液體                       | 液體             | 溶液：酒                                     | 乳浊液：牛奶、蛋黄酱、护手霜           | 油醋汁                                                         |
| 液體                       | 固體             | 溶液：糖水                                   | 液溶胶：颜料、血液                     | 悬浊液：泥（土壤、粘土或淤泥微粒在水中悬浮）、粉笔灰在水中悬浮 |
| 固體                       | 氣體             | 溶液：氫氣溶于金屬                           | 固體泡沫：气凝胶、发泡胶、浮石         | 泡沫：干海绵                                                   |
| 固體                       | 液體             | 溶液：汞齊（汞溶于金屬）、己烷溶于石蠟       | 凝胶：洋菜胶、明胶、硅胶、蛋白石       | 湿海绵                                                         |
| 固體                       | 固體             | 溶液：合金、塑料中的增塑剂                   | 固溶胶：蔓越莓红玻璃                   | 粘土、淤泥、沙、砾石、花岗岩                                   |

## 健康影响
空气污染研究表明，接触混合物后对生物健康的影响比接触单个成分的影响更严重。